# Ferencváros
Sectorul al IX-lea din Budapesta sau Ferencváros (în germană Franzenstadt, în trad. "Orașul lui Francisc") este un sector (a nu se confunda cu cartierul cu același nume) situat pe malul estic al Dunării, în vecinătatea centrului Budapestei (Belváros-Lipótváros,"Centrul orașului-Orașul lui Leopold") și a cartierului Józsefváros, amândouă la nord față de Ferencváros. 

## Nume
Ferencváros poartă numele împăratului Francisc al II-lea, ultimul împărat al Sfântului Imperiu Roman, primul împărat al Austriei.

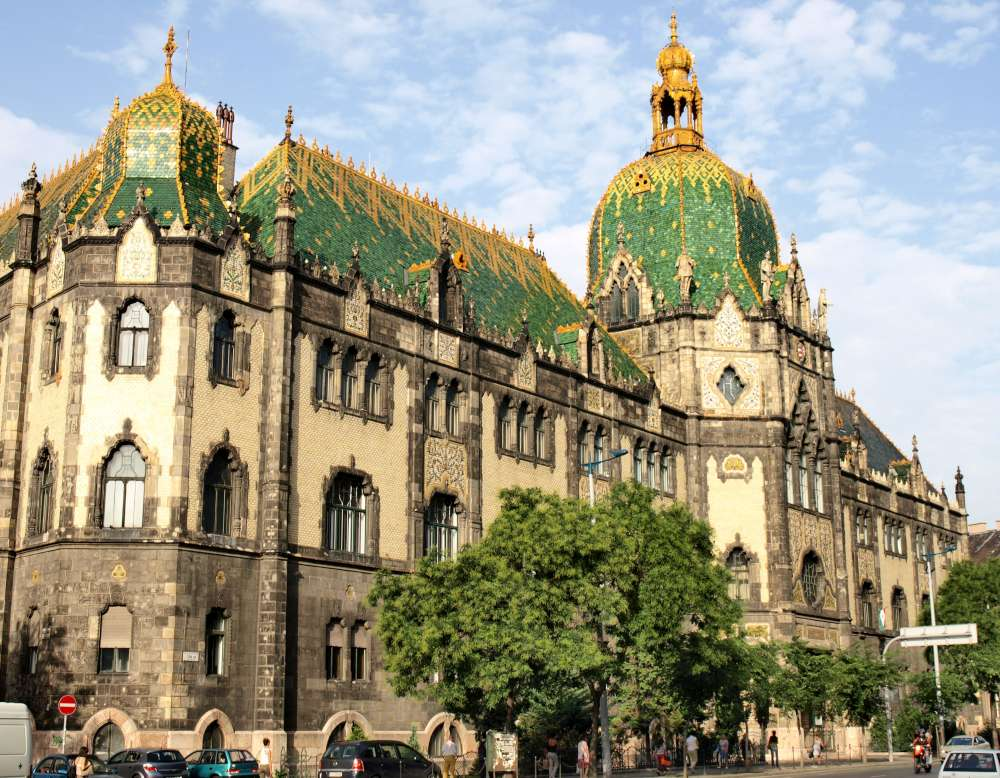
Muzeul de Arte Aplicate

## Obiective
În această parte a orașului se găsește Muzeul de Arte Aplicate, o impozantă clădire în stil Art Nouveau, construită între 1893-1896. Tot, aici, la capul podului Rákóczi, se află două clădiri moderne cu scop cultural: Palatul Artelor și Teatrul Național.

## Sport
În acest cartier își desfășoară activitatea echipa de fotbal Ferencváros Budapesta, care în anii stalinismului a constiuit o problemă pentru regimul comunist din Ungaria, datorită popularității și tendinței anticomuniste a clubului. Autoritățile i-au schimbat numele, astfel încât clubul s-a numit între 1950-1956 ÉDOSZ SE.

## Orașe înfrățite
- Sfântu Gheorghe, România
- Kanjiža, Serbia
- Kráľovský Chlmec, Slovacia

| Sectoarele Budapestei |
| --- |
| I \| II \| III \| IV \| V \| VI \| VII \| VIII \| IX \| X \| XI \| XII \| XIII \| XIV \| XV \| XVI \| XVII \| XVIII \| XIX \| XX \| XXI \| XXII \| XXIII |

1. ↑  Király András (13 octombrie 2019), Baranyi Krisztina megnyerte a ferencvárosi választást (în maghiară), 444.hu[*], accesat în 14 octombrie 2019